# Syncalathium pilosum
Syncalathium pilosum là một loài thực vật có hoa trong họ Cúc. Loài này được (Ling) C.Shih miêu tả khoa học đầu tiên năm 1993.